# Фини, Лиам
Лиам Майкл Фини-Ховард (англ. Liam Michael Feeney-Howard; 21 января 1987, Хаммерсмит, Англия) — английский футболист, полузащитник клуба «Сканторп Юнайтед».

## Карьера
Лиам — воспитанник клубов «Хейс» (2005—2007) и «Солсбери Сити» (2007—2009). Фини присоединился к клубу Лиги Один «Саутенд Юнайтед» в ноябре 2008 года, сроком до 3 января 2009 года. Он дебютировал за клуб, выйдя на замену на 80 минуте проигранного матча с «Лестер Сити» (3:0). 2 марта 2009 года Лиам был подписан клубом «Борнмут» за неназванную сумму.
Фини забил свой первый гол за «Борнмуте» в победном матче с «Рочдейлом» (4:0).
19 мая 2014 перешёл в Болтон Уондерерс.